# Mistrzostwa Świata w Wioślarstwie 2009 – czwórka podwójna wagi lekkiej mężczyzn
Czwórka podwójna wagi lekkiej mężczyzn (LM4x) – konkurencja rozgrywana podczas Mistrzostw Świata w Wioślarstwie 2009 w Poznaniu między 23 a 30 sierpnia na Torze Regatowym Malta.

## Harmonogram konkurencji
Wszystkie godziny w czasie letnim (UTC+2)
| Godzina                        | Wydarzenie  | Runda      |
| ------------------------------ | ----------- | ---------- |
| Poniedziałek, 24 sierpnia 2009 | 11:00-11:12 | Eliminacje |
| Środa, 26 sierpnia 2009        | 10:18-10:24 | Repasaże   |
| Sobota, 29 sierpnia 2009       | 15:48-15:54 | Finał B    |
| Niedziela, 30 sierpnia 2009    | 11:03-11:18 | Finał A    |

## Medaliści
| Złoto                                                                               | Srebro                                                                | Brąz                                                                                |
| Włochy · Franco Sancassani · Daniele Gilardoni · Lorenzo Bertini · Stefano Basalini | Niemcy · Knud Lange · Lars Wichert · Felix Oevermann · Michael Wieler | Dania · Hans Christian Sørensen · Christian Nielsen · Rasmus Quist · Andreas Rambøl |

## Wyniki

### Eliminacje
Reguła kwalifikacji: 1 → FA, 2.. → R

#### Eliminacje 1
| Miejsce | Zawodnik                                                              | Kraj      | Czas    | Uwagi |
| ------- | --------------------------------------------------------------------- | --------- | ------- | ----- |
| 1       | Knud Lange Lars Wichert Felix Oevermann Michael Wieler                | Niemcy    | 6:23,17 | FA    |
| 2       | Hans Christian Sørensen Christian Nielsen Rasmus Quist Andreas Rambøl | Dania     | 6:24,48 | R     |
| 3       | Maxime Goisset Stany Delayre Brice Menet Pierre-Etienne Pollez        | Francja   | 6:30,73 | R     |
| 4       | Felipe Taglianut Ramiro Mazaeda Agustin Campassi Miguel Mayol         | Argentyna | 6:38,93 | R     |

#### Eliminacje 2
| Miejsce | Zawodnik                                                                       | Kraj              | Czas    | Uwagi |
| ------- | ------------------------------------------------------------------------------ | ----------------- | ------- | ----- |
| 1       | Franco Sancassani Daniele Gilardoni Lorenzo Bertini Stefano Basalini           | Włochy            | 6:29,18 | FA    |
| 2       | Brian Tryon Jonathan Winter Daniel Scholz Samuel Frycke-Cunningham             | Stany Zjednoczone | 6:39,14 | R     |
| 3       | Horacio Rangel Ramírez Saúl García Alan Eber Armenta Vega Juan Jiménez Regules | Meksyk            | BUW     | R     |

### Repasaże
Reguła kwalifikacji: 1-4 → FA, 5... → FB
| Miejsce | Zawodnik                                                                       | Kraj              | Czas    | Uwagi |
| ------- | ------------------------------------------------------------------------------ | ----------------- | ------- | ----- |
| 1       | Maxime Goisset Stany Delayre Brice Menet Pierre-Etienne Pollez                 | Francja           | 5:56,27 | FA    |
| 2       | Hans Christian Sørensen Christian Nielsen Rasmus Quist Andreas Rambøl          | Dania             | 5:57,92 | FA    |
| 3       | Brian Tryon Jonathan Winter Daniel Scholz Samuel Frycke-Cunningham             | Stany Zjednoczone | 5:59,53 | FA    |
| 4       | Horacio Rangel Ramírez Saúl García Alan Eber Armenta Vega Juan Jiménez Regules | Meksyk            | 6:00,43 | FA    |
| 5       | Felipe Taglianut Ramiro Mazaeda Agustin Campassi Miguel Mayol                  | Argentyna         | 6:00,59 | FB    |

### Finał B
| Miejsce | Zawodnik                                                      | Kraj      | Czas | Uwagi |
| ------- | ------------------------------------------------------------- | --------- | ---- | ----- |
| 1       | Felipe Taglianut Ramiro Mazaeda Agustin Campassi Miguel Mayol | Argentyna |      |       |

### Finał A
| Miejsce | Zawodnik                                                                       | Kraj              | Czas    | Uwagi |
| ------- | ------------------------------------------------------------------------------ | ----------------- | ------- | ----- |
|         | Franco Sancassani Daniele Gilardoni Lorenzo Bertini Stefano Basalini           | Włochy            | 5:47,50 |       |
|         | Knud Lange Lars Wichert Felix Oevermann Michael Wieler                         | Niemcy            | 5:49,89 |       |
|         | Hans Christian Sørensen Christian Nielsen Rasmus Quist Andreas Rambøl          | Dania             | 5:51,67 |       |
| 4       | Maxime Goisset Stany Delayre Brice Menet Pierre-Etienne Pollez                 | Francja           | 5:51,81 |       |
| 5       | Horacio Rangel Ramírez Saúl García Alan Eber Armenta Vega Juan Jiménez Regules | Meksyk            | 5:55,51 |       |
| 6       | Brian Tryon Jonathan Winter Daniel Scholz Samuel Frycke-Cunningham             | Stany Zjednoczone | 5:59,65 |       |